# 張乾琦
張乾琦（1961年—），臺灣攝影師，曾參與威尼斯雙年展、巴西聖保羅雙年展、紐約攝影三年展。截至2021年9月，張乾琦為臺灣唯一的馬格蘭攝影通訊社會員。

## 生平
張乾琦於1961年生於臺中縣烏日鄉，在家中為長子，下有四個妹妹。父親胃出血的手術用光了家中的積蓄，因此張乾琦的家境貧困，父母總是沒日沒夜地工作，直到張乾琦六歲家中才有電力，十歲才搬到臺中市區。在回憶錄《消失的地方》中，張乾琦自述：「我離開了小村和童年的記憶，但它們永遠都在我的腦海裡。我總是想起自己的叔叔、阿姨、侄子和夥伴們。我從未停止想念自己的出生地，但卻離它越來越遠。」
張乾琦的成績並不理想，重考才考上了豐原高中，並在求學的過程當中，對英語、攝影產生了興趣。1980年，張乾琦進入東吳大學英文系。畢業退伍後，張乾琦回系上當了一年助教存錢。1988年，張乾琦在學姊介紹下，至美國印第安納大學留學，瞄準教育學系的多媒體教育學程，並且兼了三份學校的攝影工作，兩年後取得教育碩士學位。
畢業後，張乾琦參加密蘇里大學新聞學院的新聞工作坊，拍攝了從日本移民到美國的小家庭中，完全不懂英文的小女孩適應新環境的東西文化衝擊。張乾琦以這系列作品，於1990年獲選為美國年度大專院校傑出攝影家首獎，先後進入《國家地理雜誌》、《西雅圖時報》、《巴爾的摩太陽報》工作。並且在接下來的十年中贏得了世界各地二十多項專業攝影比賽獎項及榮譽，其中國際年度新聞攝影獎曾獲多次。張乾琦於1995年獲得馬格蘭攝影通訊社提名，2001年正式成為終身會員，為該通訊社第一位華人。:263
2001年，張乾琦首次於臺灣舉辦個展，地點為臺北市立美術館，其中最受矚目的攝影作品為《鍊》和《唐人街》。2007年，張乾琦開始主持個人攝影工作坊，翌年於新加坡國家博物館舉辦大型個展。2015年，策展人鄭慧華邀請張乾琦為「現實秘境」展覽創作，張乾琦因而拍攝了錄像作品《非戰之戰》（The War That Never Was）。俄烏戰爭爆發後，張乾琦多次前往烏克蘭戰場，實地拍攝新聞照片。2022年，張乾琦獲得財團法人卓越新聞獎基金會的新聞志業特殊貢獻獎，並以《與烏克蘭站在一起》獲得菲利普·瓊斯·格里菲斯獎，為獎項2016年創立以來第一位華人得主。

## 作品

### 《鍊》（）
張乾琦的早期代表作為攝影畫冊《鍊》，在臺灣傳統宗教形式的精神疾病收容機構「龍發堂」拍攝，反映精神病人的生活狀態。早在1980年代，已有多位報導攝影師以龍發堂為題材，如周本驥、侯聰慧，但迴響最大者，當屬張乾琦。:701992年，張乾琦開始造訪龍發堂，直到1998年，龍發堂才通過他的攝影申請。拍攝過程緊湊，管理員會先為鍊起的一對病人整理好衣服，再交給張乾琦拍攝。張乾琦每對病人拍兩張，與病人的互動只有幾秒鐘，但他認為「我與這些凝固在底片上的影像的互動始終在延長，而且會越來越長。」:70
張乾琦的《鍊》於2001年在臺北市立美術館第一次展出，同年展於威尼斯雙年展，翌年展於聖保羅雙年展。《鍊》除了正面迴響以外，也受到了嚴厲批評。《鍊》在美國工作室出片時，其他攝影師讚嘆：「雖然這種治療方式真是極端，不過，這些照片真是美極了！」:71黃築將張乾琦的攝影視角與周本驥、侯聰慧等人比較，在肯定其攝影美學之餘，批評張乾琦美化了悲劇，「剝削邊緣個體的歷史、脈絡和空間」，是在消費龍發堂的精神病患。:59:762006年，龍發堂已改制為開豐紀念基金會，釋心賢師父接受黃築採訪時表示，曾經「請他（張乾琦）不要把這些孩子的臉拍得這麼清楚，要處理過才行，不然會侵犯他們的隱私權，要發表也要讓我們這裡先看過」，張乾琦卻沒有做到。:71

### 《唐人街》（）
張乾琦之所以決定拍攝《唐人街》，是因為在前馬格南攝影師尤金·理查茲的課程中，聽見老師說唐人街是幾乎沒有被拍過的題材，因此才嘗試這個主題。1996年，在《國家地理雜誌》和紐約社工的支持下，張乾琦搬入唐人街體驗非法移民生活，後於1998年以五種語言在《國家地理雜誌》與《時代雜誌》刊登黑白攝影作品而造成轟動。美國勞工部因此開始查緝苛待非法移民的雇主。1999年，張乾琦的紐約唐人街非法移民攝影獲得世界新聞攝影比賽日常生活類首獎，並於同年10月榮獲尤金‧史密斯紀念基金會的人道攝影獎。
2000年以後，張乾琦開始在福建尋找這些唐人街移民的家人，總共拍攝了二十個非法移民的家庭，並且改用彩色膠卷拍攝，以與紐約拍攝的照片形成對比。2008年，張乾琦在新加坡大型個展首次同時展出《唐人街》紐約無身分移民及中國福州家人的照片，並且為其拍攝了第一支錄影作品，在展場以90度角的雙螢幕投影。除了各個家庭分離多少年的字幕說明，張乾琦也放入移民訪談的錄音，表達移民對紐約生活的哀嘆、對親人的思念。:272-273《唐人街》分別於2011年、2012年展於威尼斯雙年展和紐約國際攝影中心。

### 其他攝影作品
張乾琦的其他攝影系列還有反諷臺灣婚紗攝影的《我願意》、揭露仲介越南新娘真相的《囍》、以跨國移動時空轉換為主題的《時差》、《國家地理雜誌》委託拍攝的《脫北者》、紀錄坦尚尼亞毒品氾濫的《邦戈熱》等。除了靜態攝影，張乾琦也有結合影片的攝影。
2014年，張乾琦結合環境音和過去拍攝的日常作品，剪成自傳式紀錄短片《在路上》送給兒女。

## 出版品
| 書名                                       | 出版單位            | 出版年 | ISBN                   |
| ------------------------------------------ | ------------------- | ------ | ---------------------- |
| I do I do I do                             | 臺北：拍得麗基金會  | 2002   | ISBN 978-957-978-172-5 |
| The Chain                                  | 倫敦：手推車        | 2002   | ISBN 0-9542079-5-5     |
| Chien-Chi Chang: Double Happiness          | 紐約：光圈基金會    | 2005   | ISBN 1-931788-56-1     |
| Doubleness: photography of Chang Chien-Chi | 新加坡：迪迪埃-米勒 | 2008   | ISBN 978-981-05-9658-3 |
| Chien-Chi Chang: Jet Lag                   | 德國：哈傑坎茨      | 2015   | ISBN 978-377-574-025-8 |

## 評論
2006年，國立交通大學教授劉紀蕙與張乾琦對談時，定義張乾琦的作品為「報導、 新聞、紀實方面的攝影」。:323推薦張乾琦進入馬格蘭攝影通訊社的攝影師菲利普·瓊斯·格里菲斯表示：「張乾琦的作品帶著一種特質。他會為身旁的新發現所喜。他是個帶著相機的詩人。」
媒體工作者莊永康在2008年張乾琦的個展評論道，張乾琦的個人風格與擔任攝影記者的經歷有關，作品「具有新聞攝影的基本功要素，但每個系列都在在超越了新聞攝影範疇，向『藝術攝影』領域大步邁進。」:263徐蘊康則評論，「他的照片論文不僅讓人反思觀看的命題，這一組組的肖像所隱含的身體的政治性，更開展出當今全球化社會與離散族群、階級、經濟、勞動、家庭......相關的眾多議題」。:269

## 外部連結
- 張乾琦簡歷 （页面存档备份，存于）（繁體中文）
- 移動已無法停止：張乾琦《Jet Lag》（張乾琦訪談）（繁體中文） （页面存档备份，存于）